# Uruguay 2–1 Brasil (1950)
Vào ngày 16 tháng 7 năm 1950, hai đội tuyển bóng đá quốc gia Uruguay và Brasil đã thi đấu với nhau trong trận đấu thuộc khuôn khổ vòng bảng cuối cùng của Giải vô địch bóng đá thế giới 1950. Trận đấu này được tổ chức tại Sân vận động Maracanã ở Rio de Janeiro, Brasil. Không giống như các kỳ World Cup khác, đội vô địch năm 1950 được xác định bởi vòng đấu bảng cuối cùng, với bốn đội bóng thi đấu theo thể thức vòng tròn, thay cho thể thức đấu loại trực tiếp. Với việc Brasil đang dẫn đầu bảng với cách biệt một điểm trước Uruguay trước loạt trận cuối cùng, Uruguay cần một chiến thắng trong khi Brasil chỉ cần hòa để trở thành nhà vô địch thế giới; hai đội còn lại, Tây Ban Nha và Thụy Điển, đã không còn cơ hội tranh chức vô địch. Vì thế, trận đấu thường được xem là trận chung kết de facto của World Cup 1950.
Brasil vượt lên dẫn trước ngay sau hiệp 1 nhờ bàn thắng của Friaça, nhưng Juan Alberto Schiaffino cân bằng tỷ số cho Uruguay ngay sau đó trước khi Alcides Ghiggia ghi bàn thắng quyết định khi trận đấu chỉ còn 11 phút. Kết quả này được coi là một trong những bất ngờ lớn trong lịch sử bóng đá. Sau trận đấu này, dư luận Brazil vô cùng thất vọng, và họ gán cho trận đấu này bằng tên gọi Maracanaço (tiếng Bồ Đào Nha) hay Maracanazo (tiếng Tây Ban Nha) – dịch theo tiếng Việt là "Cú sốc ở Maracana", dựa theo tên của sân vận động tổ chức trận đấu này. Đây là lần thứ hai (và cho đến nay cũng là cuối cùng) trận chung kết World Cup diễn ra giữa hai quốc gia Nam Mỹ (lần đầu tiên là vào năm 1930 giữa Uruguay và Argentina, trận đấu mà Uruguay cũng đã giành chiến thắng).

## Bối cảnh
| VT | Đội         | ST | T | H | B | BT | BB | HS  | Đ |
| -- | ----------- | -- | - | - | - | -- | -- | --- | - |
| 1  | Brasil      | 2  | 2 | 0 | 0 | 13 | 2  | +11 | 4 |
| 2  | Uruguay     | 2  | 1 | 1 | 0 | 5  | 4  | +1  | 3 |
| 3  | Tây Ban Nha | 2  | 0 | 1 | 1 | 3  | 8  | −5  | 1 |
| 4  | Thụy Điển   | 2  | 0 | 0 | 2 | 3  | 10 | −7  | 0 |

| 9 tháng 7 năm 1950  |     |             |                                       |
| Uruguay             | 2–2 | Tây Ban Nha | Sân vận động Pacaembu, São Paulo      |
| Brasil              | 7–1 | Thụy Điển   | Sân vận động Maracanã, Rio de Janeiro |
| 13 tháng 7 năm 1950 |     |             |                                       |
| Brasil              | 6–1 | Tây Ban Nha | Sân vận động Maracanã, Rio de Janeiro |
| Uruguay             | 3–2 | Thụy Điển   | Sân vận động Pacaembu, São Paulo      |

Không giống như ở các kỳ World Cup khác, thay vì vòng đấu loại trực tiếp, sau vòng bảng là một bảng đấu theo thể thức thi đấu vòng tròn tính điểm để tranh chức vô địch. Trong số 16 đội dự kiến tranh tài, chỉ có 13 đội giành quyền tham dự. Bốn đội giành quyền vào giai đoạn này là Brazil (nước chủ nhà và là đội tuyển ghi nhiều bàn thắng nhất tại giai đoạn vòng bảng, với chiến thắng trước Mexico và Nam Tư sau đó là trận hòa trước Thụy Sĩ), Uruguay (chỉ thi đấu một trận trong bảng và giành chiến thắng 8–0 trước Bolivia), Tây Ban Nha (thắng cả ba trận vòng bảng, trước Anh, Chile và Hoa Kỳ) và Thụy Điển (vượt qua vòng loại trước Paraguay và nhà đương kim vô địch thế giới, Ý).
Brazil đã giành chiến thắng thuyết phục ở cả hai trận đầu tiên, đánh bại Thụy Điển với tỷ số 7–1 và Tây Ban Nha với tỷ số 6–1 để vươn lên dẫn đầu bảng với bốn điểm trước khi bước vào trận đấu cuối cùng. Với ba điểm, Uruguay bám sát phía sau ở vị trí thứ hai, mặc dù họ đã phải lội ngược dòng từ tỷ số 2–1 để hòa 2–2 với Tây Ban Nha và đánh bại Thụy Điển với tỷ số 3–2, bàn thắng quyết định đến chỉ năm phút trước khi trận đấu kết thúc. Mặt khác, trận đấu giữa Brazil và Uruguay sẽ quyết định danh hiệu; chiến thắng hoặc kết quả hòa sẽ giúp Brazil giành chức vô địch, trong khi Uruguay phải thắng trận đấu để giành chức vô địch. Brazil đã ghi được 21 bàn trong năm trận trước trận đấu với Uruguay và đã đánh bại cả Tây Ban Nha và Thụy Điển với tỷ số cách biệt lớn hơn so với Uruguay. Do đó, Brazil cực kỳ tự tin vào chiến thắng trong trận đấu quyết định, khi các trang báo và chính trị gia tuyên bố chiến thắng ngay cả trước khi trận đấu bắt đầu.
Giải vô địch bóng đá thế giới 1950 là giải đấu duy nhất trong lịch sử chỉ áp dụng thể thức thi đấu vòng tròn, và do đó là kỳ World Cup duy nhất cho đến nay không có trận chung kết. Tuy nhiên, vì đây là trận đấu cuối cùng của giải đấu (bên cạnh trận Thụy Điển gặp Tây Ban Nha), và kết quả trận đấu sẽ trực tiếp quyết định nhà vô địch, nên trận đấu này thường được gọi là trận chung kết, ngay cả bởi chính FIFA.

## Trước trận đấu

### Trận đấu được mong đợi
Báo chí và công chúng rất tự tin vào chiến thắng, dựa trên phong độ gần như bất khả chiến bại của Brazil, đến nỗi họ đã bắt đầu tuyên bố Brazil là nhà vô địch thế giới mới từ nhiều ngày trước trận đấu. Các tờ báo như Gazeta Esportiva ở São Paulo và O Mundo ở Rio de Janeiro đã tuyên bố chiến thắng một ngày trước trận đấu. Brazil đã thắng hai trận gần nhất (Tây Ban Nha và Thụy Điển) với lối chơi tấn công rất thành công. Tuy nhiên, Uruguay đã gặp khó khăn, chỉ có được một trận hòa trước Tây Ban Nha và một chiến thắng sít sao trước Thụy Điển. Việc so sánh những kết quả đó dường như cho thấy Brazil đã sẵn sàng đánh bại Uruguay dễ dàng như họ đã đánh bại Tây Ban Nha và Thụy Điển.
Hơn nữa, tại Copa América, cũng được tổ chức tại Brazil năm trước, đội chủ nhà đã giành chiến thắng với 46 bàn thắng chỉ sau tám trận. Ecuador bị đánh bại 9–1, Bolivia 10–1, và đội á quân Paraguay bị đánh bại với tỷ số 7–0. Brazil cũng đã đánh bại Uruguay 5–1.
Hai mươi hai huy chương vàng đã được làm ra với tên của mỗi cầu thủ được in trên đó, và thị trưởng Rio, Ângelo Mendes de Moraes, đã có bài phát biểu vào ngày diễn ra trận đấu với những lời sau: "Các bạn, những cầu thủ, những người chỉ trong vòng chưa đầy vài giờ nữa sẽ được hàng triệu đồng bào tung hô là nhà vô địch! Các bạn, những người không có đối thủ trên toàn bán cầu! Các bạn, những người sẽ vượt qua bất kỳ đối thủ nào khác! Các bạn, những người mà tôi đã chào đón như những người chiến thắng!". Một bài hát mừng chiến thắng, "Brasil Os Vencedores" ("Brazil của những người chiến thắng"), đã được sáng tác và luyện tập, sẵn sàng để phát sau trận chung kết.
Tuy nhiên, Paulo Machado de Carvalho, lúc đó là lãnh đạo của São Paulo FC, nhưng sau này là đội trưởng đội tuyển Brazil vô địch World Cup vào các năm 1958 và 1962, đã phản đối những tuyên bố chiến thắng vội vàng như vậy. Trong chuyến thăm buổi tập tại Estádio São Januário vào đêm trước trận đấu, Paulo thấy một số chính trị gia đang có những bài phát biểu đầy nhiệt huyết với các cầu thủ, cũng như các nhà báo, nhiếp ảnh gia và những người khác đến để tham gia cùng "những nhà vô địch tương lai". Khi ông cảnh báo huấn luyện viên Flávio Costa về nguy cơ làm mất tập trung của các cầu thủ, Paulo đã phớt lờ. Thất vọng, ông nói với con trai Tuta, người đang ở cùng mình rằng "chúng ta sẽ thua".
Vào sáng ngày 16 tháng 7 năm 1950, đường phố Rio de Janeiro nhộn nhịp hoạt động. Một lễ hội hóa trang ngẫu hứng được tổ chức, với hàng ngàn tấm biển chào mừng chức vô địch thế giới và những tiếng hô vang "Brazil nhất định phải thắng!". Tinh thần này được duy trì cho đến tận những phút cuối cùng của trận đấu. Số lượng khán giả chính thức được ghi nhận là 173.850 người tại Sân vận động Maracanã, là con số cao nhất mọi thời đại về số lượng khán giả mua vé vào sân xem một trận bóng đá; số lượng khán giả thực tế, bao gồm cả hàng ngàn người vào sân trái phép, có thể lên tới 220.000 người, và có lẽ chỉ kém trận chung kết Cúp FA năm 1923 tại Anh, nơi người ta ước tính có từ 150.000 đến hơn 300.000 người tham dự. Những con số đó khó có thể đạt được trong thời đại mà hầu như tất cả các trận đấu lớn đều được tổ chức tại các sân vận động có ghế ngồi; cho đến lần đại tu đầu tiên vào năm 1999, Maracanã chủ yếu là những khán đài làm bằng bê tông và không có ghế ngồi.

### Sự chuẩn bị của Uruguay
Tờ báo Brazil O Mundo đã in một số báo sớm vào ngày diễn ra trận chung kết, trong đó có hình ảnh Brazil với dòng chú thích "Đây là những nhà vô địch thế giới". Phẫn nộ trước nhận định vội vàng này, đội trưởng Uruguay, Obdulio Varela, đã mua càng nhiều báo càng tốt, trải chúng trên sàn phòng tắm và khuyến khích các đồng đội khạc nhổ và tiểu tiện lên đó.
Vài phút trước trận đấu, huấn luyện viên Juan López đã thông báo với toàn đội trong phòng thay đồ của Uruguay rằng cơ hội tốt nhất để vượt qua hàng công mạnh mẽ của Brazil là áp dụng chiến thuật phòng ngự. Sau khi ông rời đi, Varela đứng dậy và đích thân phát biểu trước toàn đội: "Juancito là một người tốt, nhưng hôm nay ông ấy đã sai. Nếu chúng ta chơi phòng ngự trước Brazil, số phận của chúng ta sẽ chẳng khác gì Tây Ban Nha hay Thụy Điển." Sau đó, Varela đã có một bài phát biểu đầy cảm xúc về việc họ nên vượt qua mọi khó khăn và không nên bị đe dọa bởi người hâm mộ hay đối phương. Bài phát biểu này, như sau này được xác nhận, đã đóng một vai trò rất lớn trong kết quả của trận đấu. Đáp lại tình trạng yếu thế của đội mình, đội trưởng đã nói câu nói đáng nhớ: "Muchachos, los de afuera son de palo. Que comience la función." ("Các chàng trai, những kẻ ngoài cuộc chỉ là những con rối. Hãy bắt đầu màn trình diễn nào." hoặc "Những kẻ ngoài cuộc không được thi đấu. Hãy để màn trình diễn này bắt đầu.")

## Chi tiết trận đấu

### Diễn biến

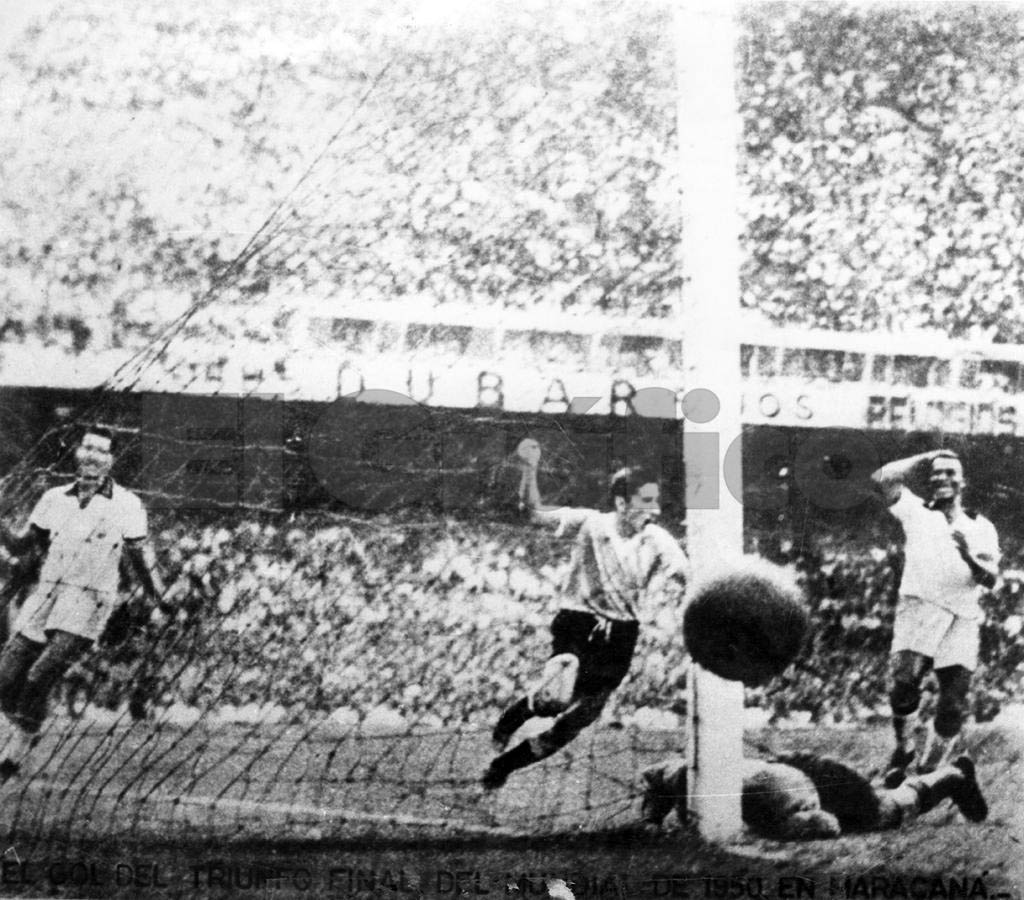
Alcides Ghiggia ăn mừng sau khi ghi bàn thắng nâng tỷ số lên 2–1 cho Uruguay.

Trận đấu bắt đầu vào lúc 15:00 theo giờ địa phương, dưới sự chứng kiến của 173,850 khán giả.
Trận đấu bắt đầu đúng như dự đoán, với việc Brazil tấn công vào hàng phòng ngự của Uruguay trong phần lớn thời gian của hiệp một. Tuy nhiên, không giống như Tây Ban Nha và Thụy Điển, Uruguay đã duy trì được hàng phòng ngự vững chắc và hiệp một kết thúc mà không có bàn thắng nào được ghi. Brazil ghi bàn thắng đầu tiên chỉ hai phút sau giờ nghỉ, với cú sút chìm của tiền đạo Friaça bên phía São Paulo đánh bại thủ môn Roque Máspoli. Sau bàn thắng, Varela cầm bóng và tranh cãi với trọng tài về tính hợp lệ của bàn thắng, cho rằng Friaça đã việt vị. Varela tiếp tục tranh luận, thậm chí yêu cầu trọng tài phải nghe anh ta nói thông qua phiên dịch. Khi cuộc trò chuyện kết thúc, đám đông đã bình tĩnh lại. Sau đó, Varela cầm bóng ra giữa sân và hét lên với đội mình: "Giờ thì, đến lúc giành chiến thắng rồi!"
Sau cuộc trao đổi đó, Uruguay đã kiểm soát được trận đấu. Trước hàng công mạnh mẽ của Uruguay, Brazil đã bộc lộ nhiều sơ hở trong khâu phòng ngự, và Juan Alberto Schiaffino đã ghi bàn gỡ hòa ở phút 66. Sau đó, Alcides Ghiggia, chạy xuống cánh phải, ghi thêm một bàn thắng nữa, với cú sút chìm đưa bóng đi qua ngay dưới chân thủ môn Moacir Barbosa (người đã đoán trước được đường chuyền từ vị trí của Ghiggia, nhưng đã kịp lao ra cản phá bóng), khi trận đấu chỉ còn 11 phút. Khán giả gần như im lặng sau bàn thắng thứ hai của Uruguay cho đến khi trọng tài người Anh George Reader ra hiệu kết thúc trận đấu, với tỷ số chung cuộc là 2–1 nghiêng về Uruguay.

### Chi tiết
| Uruguay                                           | 2–1      | Brasil     |
| ------------------------------------------------- | -------- | ---------- |
| Juan Alberto Schiaffino 66' · Alcides Ghiggia 79' | Chi tiết | Friaça 47' |

| Uruguay | Brazil |

|                    |    |                          |  |
|                    |    |                          |  |
| GK                 | 1  | Roque Máspoli            |  |
| RB                 | 2  | Matías González          |  |
| LB                 | 3  | Eusebio Tejera           |  |
| RH                 | 4  | Schubert Gambetta        |  |
| CH                 | 5  | Obdulio Varela (c)       |  |
| LH                 | 6  | Víctor Rodríguez Andrade |  |
| OR                 | 7  | Alcides Ghiggia          |  |
| IR                 | 8  | Julio Pérez              |  |
| CF                 | 9  | Omar Óscar Míguez        |  |
| IL                 | 10 | Juan Alberto Schiaffino  |  |
| OL                 | 11 | Rubén Morán              |  |
| Huấn luyện viên:   |    |                          |  |
| Juan López Fontana |    |                          |  |

|                  |    |                   |  |
|                  |    |                   |  |
| GK               | 1  | Moacir Barbosa    |  |
| RB               | 2  | Augusto (c)       |  |
| LB               | 3  | Juvenal           |  |
| RH               | 4  | José Carlos Bauer |  |
| CH               | 5  | Danilo            |  |
| LH               | 6  | Bigode            |  |
| OR               | 7  | Friaça            |  |
| IR               | 8  | Zizinho           |  |
| CF               | 9  | Ademir            |  |
| IL               | 10 | Jair              |  |
| OL               | 11 | Chico             |  |
| Huấn luyện viên: |    |                   |  |
| Flávio Costa     |    |                   |  |

| Trợ lý trọng tài: Arthur Edward Ellis (Anh) George Mitchell (Scotland) | Quy định trận đấu - 90 phút. - Mỗi đội không có quyền thay người. |

## Sau trận đấu
Sau khi trận đấu này và lượt trận cuối của vòng cuối cùng tại World Cup 1950 khép lại, kết quả xếp hạng chung cuộc của cả bốn đội tuyển tham dự vào vòng cuối cùng như sau:

| VT | Đội         | ST | T | H | B | BT | BB | HS  | Đ | Kết quả cuối cùng |
| -- | ----------- | -- | - | - | - | -- | -- | --- | - | ----------------- |
| 1  | Uruguay (C) | 3  | 2 | 1 | 0 | 7  | 5  | +2  | 5 | Vô địch           |
| 2  | Brasil      | 3  | 2 | 0 | 1 | 14 | 4  | +10 | 4 |                   |
| 3  | Thụy Điển   | 3  | 1 | 0 | 2 | 6  | 11 | −5  | 2 |                   |
| 4  | Tây Ban Nha | 3  | 0 | 1 | 2 | 4  | 11 | −7  | 1 |                   |

Với kết quả 2–1 cho Uruguay, đội tuyển này chính thức giành chức vô địch World Cup 1950 với thành tích 2 trận thắng, 1 trận hòa, giành được 5 điểm và đứng đầu bảng (hơn Brasil 1 điểm). Đồng thời đẩy Brasil xuống vị trí thứ hai và khiến cho Brasil chỉ giành được vị trí á quân của giải đấu.

### Ảnh hưởng công chúng
Khi trận đấu kết thúc, sân vận động tràn ngập "sự im lặng tuyệt đối đáng lo ngại và đau thương", và nhà báo phát thanh nổi tiếng Ary Barroso đã nghỉ việc (trong thời gian ngắn) sau trận đấu. Một nhóm người hâm mộ Brazil đã gây gổ với người Uruguay tại sảnh khách sạn, và tám người Uruguay đã tử vong do ăn mừng tại Uruguay. Tuy nhiên, các cầu thủ và hầu hết người hâm mộ Brazil đã cư xử đúng mực sau thất bại; tờ báo El Dia của Uruguay tuyên bố Brazil là "người chiến thắng khác" và nói rằng "nếu trước trận đấu, chúng tôi đã tôn trọng sức mạnh thể thao của Brazil, thì sau trận đấu, sự tôn trọng của chúng tôi lại càng tăng lên và chúng tôi càng ngưỡng mộ sâu sắc tinh thần tuyệt vời mà người Brazil thể hiện trong nghịch cảnh."
Brazil sau đó đã tái thiết lại và giành chức vô địch World Cup liên tiếp vào các năm 1958 và 1962. Hai thành viên không được sử dụng của đội tuyển năm 1950, Nílton Santos và Carlos Castilho, cũng là thành viên của đội tuyển Brazil trong hai kỳ World Cup sau đó. Santos đã thi đấu trong cả hai trận chung kết trong khi Castilho chỉ thi đấu ở FIFA World Cup 1954, và vào năm 2007, cầu thủ này đã được truy tặng huy chương chiến thắng năm 1958 và 1962 với tư cách là thành viên đội tuyển. Bốn cầu thủ của đội tuyển năm 1950 — đội trưởng Augusto, Juvenal, Bigode và Chico— đã không thi đấu cho đội tuyển quốc gia Brazil nữa.
Những chiếc áo sơ mi trắng cổ xanh của Brazil được mặc trong trận đấu đó, sau thất bại, đã bị liên đoàn thể thao nước này chỉ trích là "không yêu nước", đồng thời gây áp lực buộc đơn vị sản xuất phải thay đổi màu sắc. Vào năm 1953 ,với sự hỗ trợ của Liên đoàn thể thao Brazil, một cuộc thi được tổ chức bởi tờ báo Correio da Manhã để thiết kế một bộ trang phục mới, với quy định là nó phải kết hợp màu sắc của quốc kỳ. Cuối cùng, người chiến thắng cuộc thi là họa sĩ minh họa báo Aldyr Garcia Schlee, người đã thiết kế ra chiếc áo sơ mi màu vàng viền xanh lá cây, quần short màu xanh viền trắng và tất trắng. Ban đầu, Schlee đã không muốn sử dụng cả bốn màu, vì cho rằng màu vàng và trắng quá giống với Tòa Thánh Vatican.
Bộ trang phục mới được sử dụng lần đầu tiên vào tháng 3 năm 1954 trong trận đấu với Chile, và được sử dụng cho đến nay. Thiết kế của họ là áo xanh lá cây, quần trắng và tất vàng. Khi Brazil lần đầu tiên vô địch World Cup năm 1958, họ đã mặc bộ trang phục thứ hai vì màu sắc mới tương phản với màu áo của đội chủ nhà Thụy Điển.

### Tên gọi "Bóng ma năm 1950"
Thuật ngữ "Bóng ma năm 1950" (Tiếng Anh:Phantom of '50) sau này được dùng để ám chỉ nỗi sợ hãi mà người dân Brazil và đội tuyển Brazil cảm nhận về đội tuyển Uruguay sau trận thua này. Mỗi lần Brazil và Uruguay thi đấu tại Sân vận động Maracanã, chủ đề này lại nổi lên.
Năm 1993, sau khi mất điểm trong những trận đấu quan trọng (hai trận hòa với Ecuador và Uruguay, và một trận thua Bolivia ở vòng loại đầu tiên), Brazil đã phải vật lộn để giành vé tham dự FIFA World Cup 1994. Trận đấu cuối cùng của vòng loại khu vực Nam Mỹ giữa Brazil và Uruguay diễn ra căng thẳng, đầy sợ hãi, khi Brazil cần phải thắng để giành vé. Brazil đã đánh bại Uruguay và loại Uruguay với tỷ số 2–0, với hai bàn thắng của Romário vào cuối hiệp hai, người đã bị bỏ quên trong suốt giải đấu và được gọi vào sân khẩn cấp để cứu vãn tình thế..
Chủ đề này lại xuất hiện trên báo chí Brazil khi Uruguay giành quyền tham dự World Cup 2014. Uruguay thường nhấn mạnh chủ đề này, tạo động lực và khích lệ cho đội trong các trận đấu với Brazil. Tuy nhiên, trớ trêu thay, Uruguay đã thua 0–2 và bị Colombia loại ngay tại Sân vận động Maracanã ở vòng 16 đội của giải đấu. Khi Brazil đăng cai World Cup 2014 và một lần nữa phải chịu thất bại nặng nề, lần này là trận thua nhục nhã 1–7 ở bán kết với Đức tại Belo Horizonte, trận đấu sau đó được gọi là "Mineirazo", vì diễn ra tại sân vận động Mineirão và gợi lại cảm giác thất bại tương tự như năm 1950. Tereza Borba, con gái nuôi của thủ môn Moacir Barbosa, người bị đổ lỗi cho thất bại trong nhiều năm, cho biết trận thua năm 2014 đã đủ để chuộc lại di sản của cha cô, và hầu hết các phương tiện truyền thông Brazil đã tận dụng cơ hội này để so sánh trận bán kết năm 2014 là một sự xấu hổ so với thất bại sít sao tại Maracanazo. Bản thân Ghiggia tuyên bố rằng mặc dù cả hai trận đấu đều gây ảnh hưởng xấu, nhưng không thể so sánh vì trận đấu năm 1950 có nhiều yếu tố đáng chú ý hơn.
Ghiggia là cầu thủ cuối cùng còn sống của trận đấu này; ông qua đời vào ngày 16 tháng 7 năm 2015, đúng 65 năm sau khi ghi bàn thắng quyết định, ở tuổi 88. Schlee qua đời vào ngày 17 tháng 11 năm 2018, hưởng thọ 83 tuổi.